# 民楽駅 (釜山広域市)
民楽駅（ミルラクえき）は、大韓民国釜山広域市水営区にある釜山交通公社2号線の駅である。駅番号は207。

## 駅構造
相対式ホーム2面2線の地下駅。フルスクリーンタイプのホームドアが設置されている。

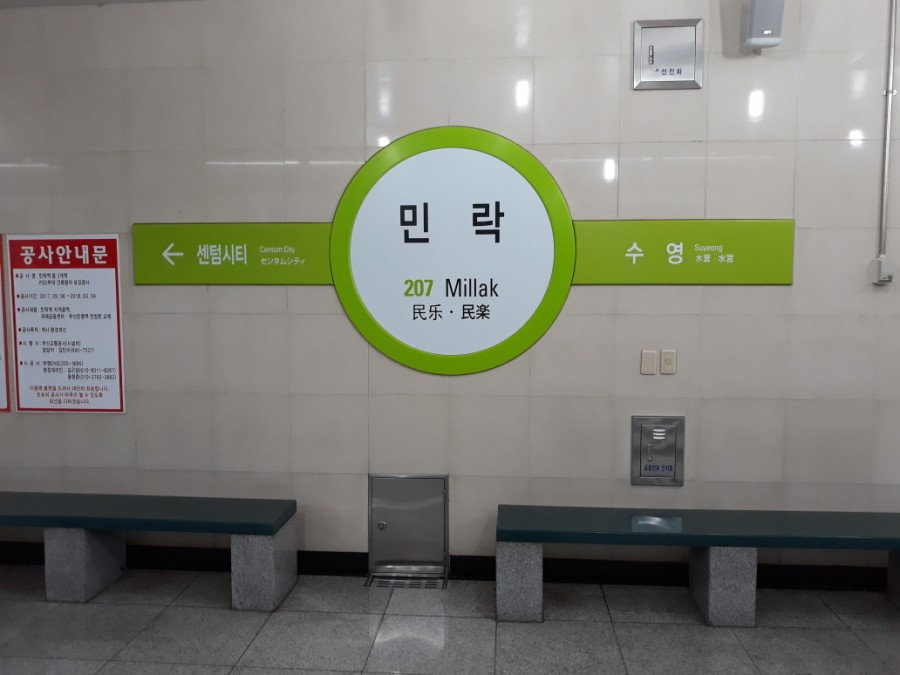
駅名標

### のりば
| 上り | 2号線 | 萇山方面 |
| 下り | 2号線 | 梁山方面 |

## 歴史
- 2002年8月29日 - 開業。

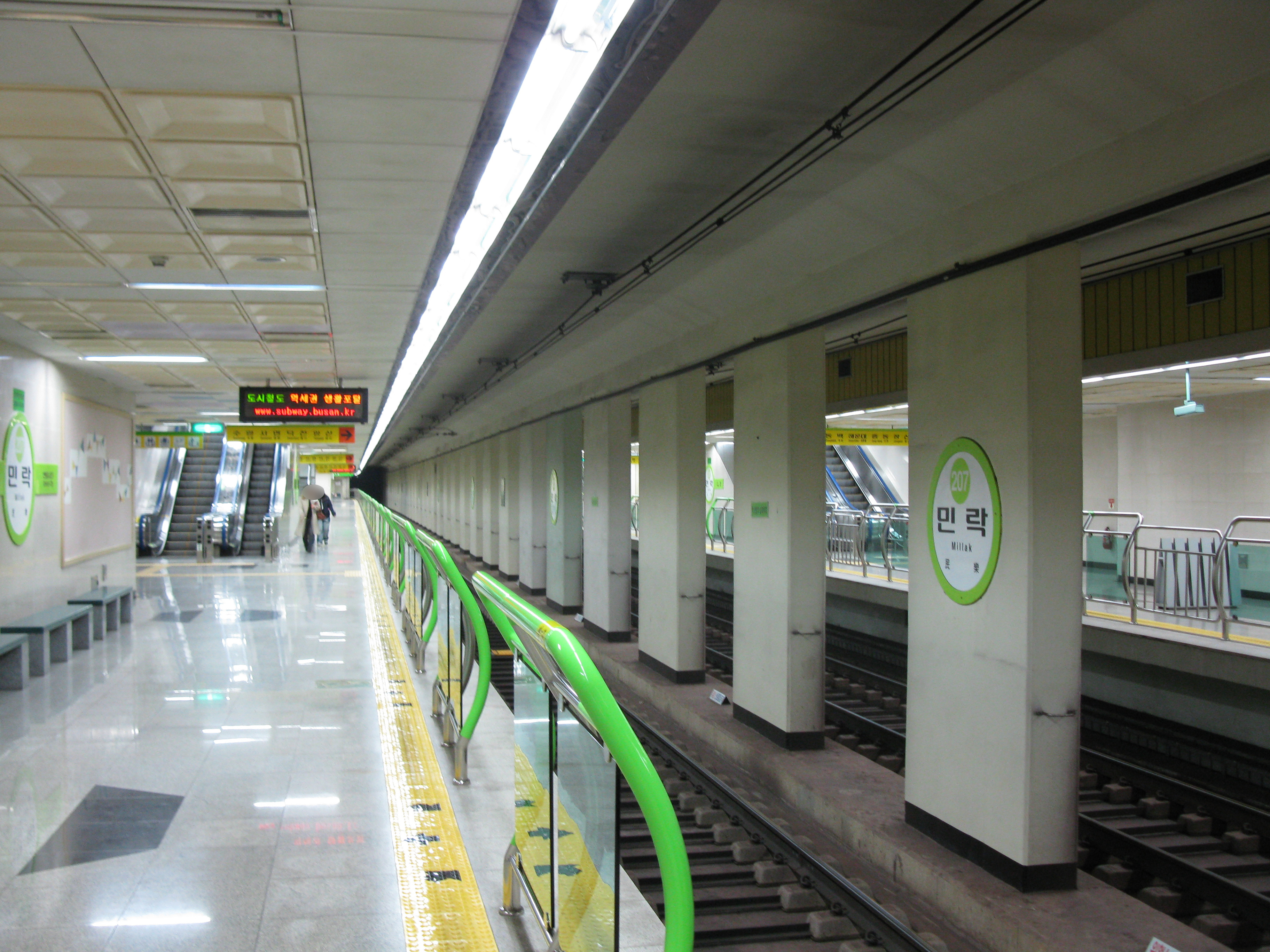
ホームドア設置前（2009年2月）
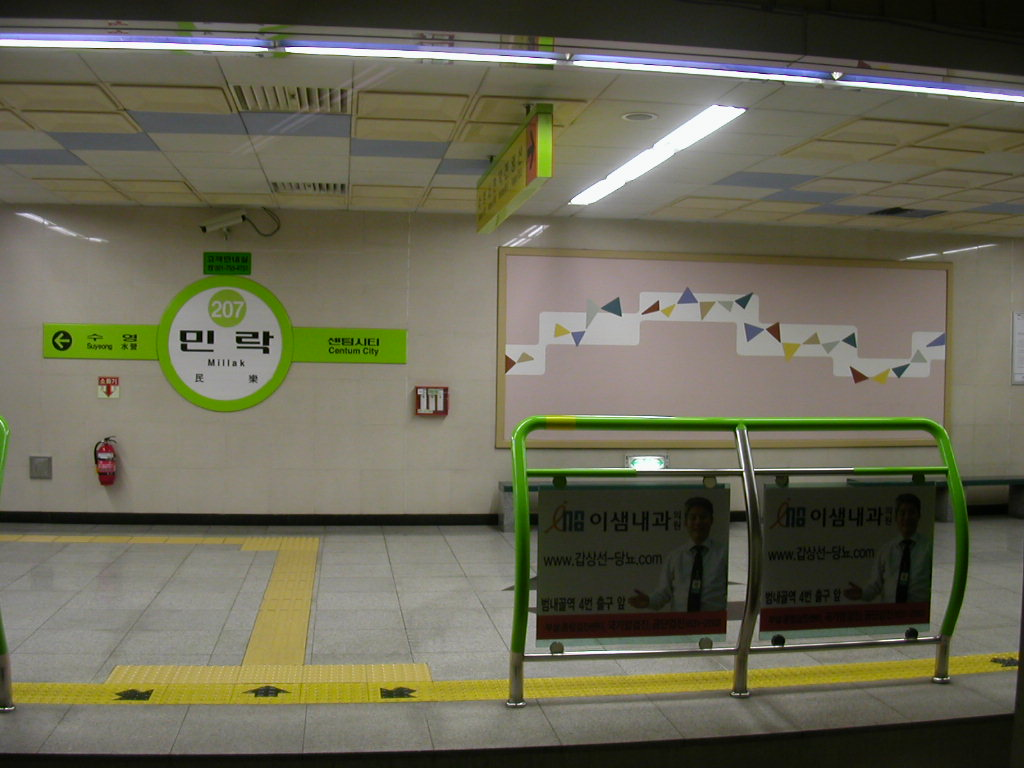
ホームドア設置前の下りホーム（2008年2月）

## 駅周辺
- 釜山銀行水営民楽駅支店
- 韓国放送広告振興公社釜山支社
- 水営洞郵便局

## 隣の駅
釜山交通公社
 2号線
センタムシティ駅 (206) - 民楽駅 (207) - 水営駅 (208)